# Кошаріште
Кошаріште (також Кошаришта; алб. Kosharishti; серб. Кошариште / Košarište) — село на північному сході Албанії.

## Географія
Входить до складу громади Запод округу Кукес. Розташоване в албанській частині історичної області Гора. Основним населенням якої є етнічна група горанці. Крім села Шіштевац, горанці в Албанії живуть також в селах Запод, Бор'є, Оргоста, Орешек, Очікле, Пакіша, Шіштевац та Цернолево.
Поруч з Кошаріште розташовані два горанські села — Пакіша (на північний схід від Кошаріште) і Оргоста (на південний схід).

## Історія
Після Другої Балканської війни 1913 року частина території Гори, на якій розташоване село Кошаріште, була передана Албанії. У 1916 році під час експедиції в Македонію і Поморав'є село відвідав болгарський мовознавець Стефан Младенов, за його підрахунками в селі в той час було близько 27 будинків.